# Sint Antoniesdijk

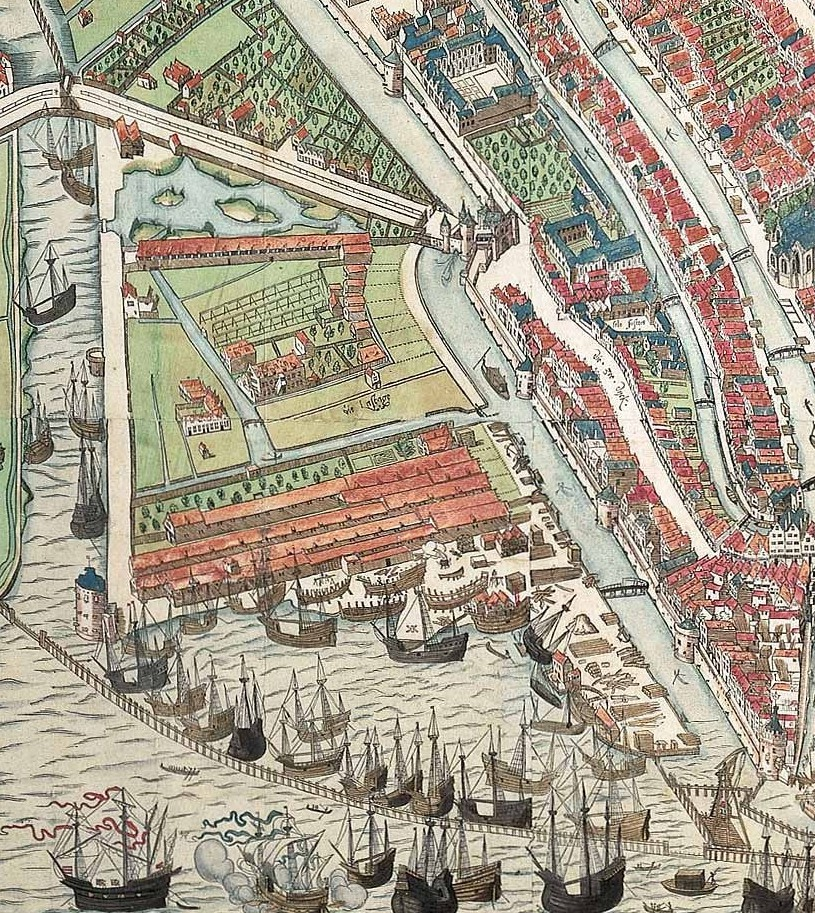
Situatie rond 1540. De Sint Antoniesdijk is linksboven afgebeeld, vanaf de Waag tot aan de sluis. Op de voorgrond de Lastage en de Oude Waal.

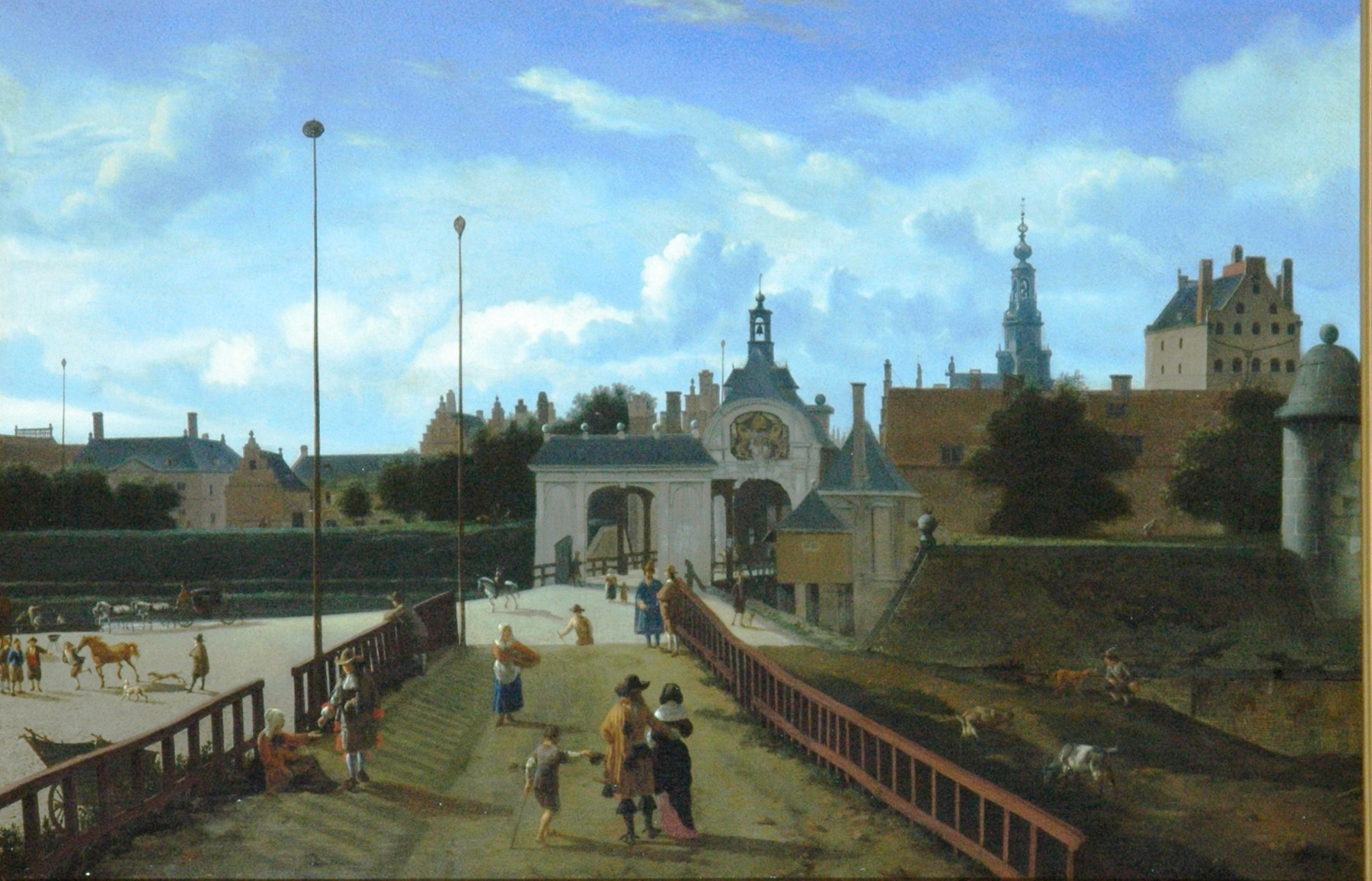
De tweede Sint Antoniespoort door Jan van der Heyden

De Sint Antoniesdijk was een dijk die langs de zuidelijke oever van het IJ liep, in het verlengde van de Zeedijk. De Zeedijk bevond zich binnen de stadsmuren, de Sint Antoniesdijk daarbuiten.

## Geschiedenis
De dijk ontleende zijn naam mogelijk aan het Sint Antoniesgasthuis of Leprozenhuis, dat lag ongeveer op de plaats waar nu de Nieuwe Amstelstraat is. Na aanleg van de wijk ten oosten van de huidige Nieuwmarkt, de Lastage, werd de dijk voortaan Sint Antoniesbreestraat genoemd. Nog steeds heeft deze straat de functie van primaire waterkering. Hier bevond zich ook de tweede Sint Antoniespoort ter hoogte van het huidige Hortus Botanicus. Deze verving de oorspronkelijke poort, die de Waag werd.
In 1651 was de Sint Antoniesdijk een van de dijken die doorbraken tijdens de Sint-Pietersvloed.
In de 17e eeuw werd ten noorden van de Sint Antoniesdijk de Hoogte Kadijk aangelegd, die tussen de Muiderstraat en Buitensingelgracht de rol van de oude dijk overnam. Daardoor kwam het land waar de wijk de Plantage werd aangelegd binnendijks te liggen. Verder naar het oosten ging de dijk over in de huidige Zeeburgerdijk en verder de Diemerzeedijk.

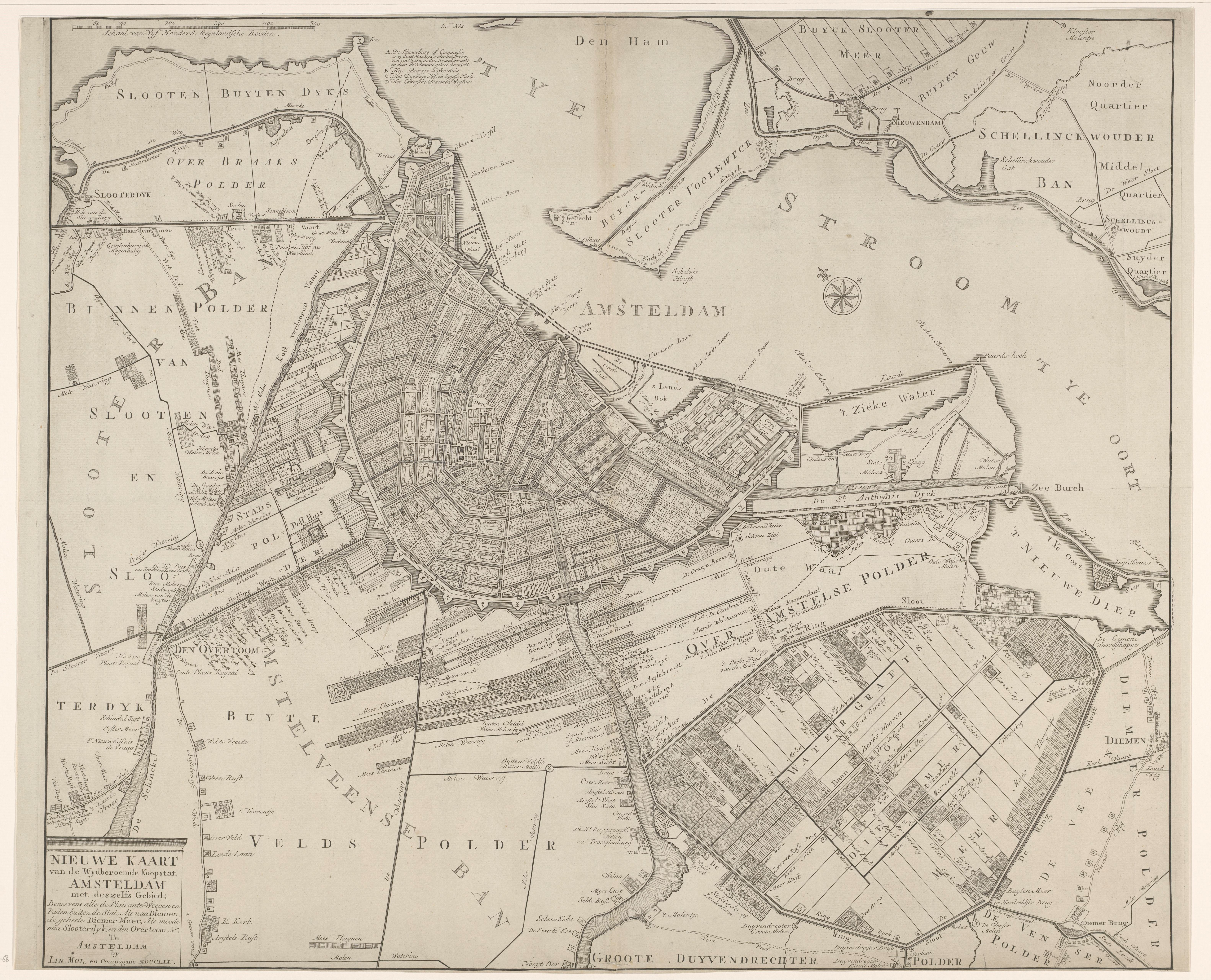
Oude kaart van Amsterdam (1772) met de Sint Antoniesdijk